# 90 Special
90 Special è stato un programma televisivo italiano condotto da Nicola Savino, la cui prima edizione è andata in onda su Italia 1 dal 17 gennaio al 22 febbraio 2018, nel mese di gennaio al mercoledì e in quello di febbraio al giovedì, per un totale di cinque puntate. Savino era affiancato dall'attrice comica Katia Follesa, dalla modella di nazionalità ceca Ivana Mrázová e da Cristiano Malgioglio (quest'ultimo presente solo nelle prime tre puntate).

## Il programma
Il programma ripercorre i volti, la musica, i film, i telefilm, gli spot, i format TV, così come gli oggetti, le mode, le tendenze e i fatti di cronaca, che hanno caratterizzato gli anni Novanta (per la precisione, prende in esame gli anni dal 1989 al 2002).
Tra i vari componenti fissi del programma ci sono Max Novaresi per raccontare le curiosità e gli aneddoti ed il significato di alcune parole tipicamente anni Novanta, Ruggero de i Timidi con oggetti, giochi e memorabilia del periodo, Michele Cucuzza che si occupa dello spazio social del programma, i Two Fingerz (la sigla è la loro Che ne sanno i 2000) e i theShow. Al termine della trasmissione, in terza serata, Italia 1 ripropone alcune serie televisive di successo del decennio in questione: nell'ordine Classe di ferro, Baywatch, College, Willy, il principe di Bel-Air, Otto sotto un tetto e Genitori in blue jeans.
Nelle varie puntate ripercorrendo gli anni Novanta appunto si vedono spezzoni video tratti da altre emittenti TV ad esempio Telemontecarlo, Rai, ma anche la stessa Mediaset e molte altre.
Il programma va in onda dallo Studio 1 del Centro di Produzione Mediapason di Milano, in via Colico 21 (in diretta per le prime tre puntate, mentre le ultime due sono state registrate).

## Puntate e ascolti
| Puntata | Data             | Telespettatori | Share  | Ospiti |
| ------- | ---------------- | -------------- | ------ | --- |
| 1       | 17 gennaio 2018  | 2 286 000      | 11,80% | Daniele Bossari, Ela Weber, Fiorello (San Martino e Sì o no), Jovanotti (remake Cosa resterà degli anni '90) e Saturnino, Lulli di 1, 2, 3 Jovanotti, Benji & Fede (50 Special dei Lùnapop), Eiffel 65 (Blue), Mietta (Vattene amore), Sergio Saladino (attore dello spot FIAT), le Lollipop (Down Down Down), Rocco Siffredi, Malena. |
| 2       | 24 gennaio 2018  | 1 891 000      | 9,70%  | Andrea Pucci, Alessia Merz, Shade (Bene ma non benissimo), Max Pezzali (Hanno ucciso l'Uomo Ragno e Come mai), Paolo Bonolis, Gerry Scotti, J-Ax, Harold Davies e Silvia Baldo di Buona Domenica (il giudice e la ballerina), Simona Tagli, Giorgio Vanni (What's My Destiny Dragon Ball ft. Shade), Enrico Silvestrin, Kris & Kris, l'Uomo Gatto, i Carramba Boys. |
| 3       | 31 gennaio 2018  | 1 563 000      | 9%     | Jake La Furia, Alvin, Alessia Marcuzzi, Alexia (Uh la la la, Happy, Summer Is Crazy, Think About the Way), Mara Venier (Se tu non torni - di Miguel Bosé - con Cristiano Malgioglio), il cavallo Varenne, Marco Masini (T'innamorerai e Bella stronza), Luca Onestini (fidanzato di Ivana Mrázová), i Ragazzi Italiani (Vero amore), Raf (Infinito), ospiti marginali del Maurizio Costanzo Show, la Venere Bianca, Roberto Da Crema, Divino Otelma. |
| 4       | 15 febbraio 2018 | 1 266 000      | 6,50%  | Gianluca Fubelli, Susanna Messaggio, Guido Bagatta, Thomas Bocchimpani di Amici (Virtual Insanity di Jamiroquai), Carlotta Brambilla e Roberto Ceriotti con Uan di Bim bum bam, Luca Carboni e Tommaso Paradiso (Mare mare), Valeria Marini, Gialappa's Band, Marina Sbardella (ex di Telemontecarlo), Alan Tonetti (ex di Telelombardia), Gianni Giudici (team manager di F1), Alessandra Bellini (attrice dello spot Telecom), Francesca Michielin (remake di Wonderwall degli Oasis), Cristina D'Avena e Chiara Galiazzo (Sailor Moon), Salvo Veneziano, Maria Antonietta Tilloca e Roberta Beta del Grande Fratello 1, Cloris Brosca de La zingara, le ragazze di Non è la Rai. |
| 5       | 22 febbraio 2018 | 1 246 000      | 6,50%  | Alexia (Quell'altra), Linus, Max Pezzali (Sei un mito), Caterina Rappoccio (Aeroplano), Cristina D'Avena (Una spada per Lady Oscar), Alba Parietti, The Soundlovers (Surrender). |
| Media   | Media            | 1 650 400      | 8,70%  | |